# Ramphocelus flammigerus
Ramphocelus flammigerus là một loài chim trong họ Thraupidae.